# Йозеф Єлінек
Йозеф Єлінек (чеськ. Josef Jelínek; 9 січня 1941, Прага — 29 листопада 2024) — чехословацький футболіст, що грав на позиції нападника, зокрема, за клуб «Дукла» (Прага), а також національну збірну Чехословаччини.
П'ятиразовий чемпіон Чехословаччини.

## Клубна кар'єра
У футболі дебютував 1958 року виступами за команду «Дукла» (Прага), в якій провів дев'ять сезонів.
Згодом з 1967 по 1972 рік грав у складі команд «Хомутов» та «Гоу Егед Іглз».
Завершив ігрову кар'єру у команді «Богеміанс 1905», за яку виступав протягом 1972—1975 років.

## Виступи за збірну
1961 року дебютував в офіційних матчах у складі національної збірної Чехословаччини. Протягом кар'єри у національній команді провів у її формі 10 матчів, забивши 2 голи.
У складі збірної був учасником чемпіонату світу 1962 року у Чилі, де разом з командою здобув «срібло». Зіграв проти Іспанії (1-0), Бразилії (0-0) і (1-3), Угорщини (1-0) і Югославії (3-1)

### Статистика виступів за збірну
| Дата       | Місто          | Господарі      | Результат | Гості          | Турнір                | Голи | Примітки |
| ---------- | -------------- | -------------- | --------- | -------------- | --------------------- | ---- | -------- |
| 29.10.1961 | Прага          | Чехословаччина | 7 – 1     | Ірландія       | Відбір до ЧС 1962     | 1    | 90'      |
| 29.11.1961 | Брюссель       | Чехословаччина | 4 – 2     | Шотландія      | Відбір до ЧС 1962     | -    |          |
| 07.04.1962 | Гетеборг       | Швеція         | 3 – 1     | Чехословаччина | товариський матч      | -    | 46'      |
| 22.04.1962 | Прага          | Чехословаччина | 3 – 1     | Уругвай        | товариський матч      | 1    | 90'      |
| 31.05.1962 | Вінья-дель-Мар | Чехословаччина | 1 – 0     | Іспанія        | ЧС 1962 - 1-й етап    | -    |          |
| 02.06.1962 | Вінья-дель-Мар | Бразилія       | 0 – 0     | Чехословаччина | ЧС 1962 - 1-й етап    | -    |          |
| 10.06.1962 | Ранкагуа       | Чехословаччина | 1 – 0     | Угорщина       | ЧС 1962 - Чвертьфінал | -    |          |
| 13.06.1962 | Вінья-дель-Мар | Чехословаччина | 3 – 1     | Югославія      | ЧС 1962 - Півфінал    | -    |          |
| 17.06.1962 | Нуньоа         | Бразилія       | 3 – 1     | Чехословаччина | ЧС 1962 - Фінал       | -    |          |
| 16.09.1962 | Відень         | Австрія        | 0 – 6     | Чехословаччина | товариський матч      | -    |          |
| Усього     |                | Матчів         | 10        |                | Голів                 | 2    |          |

## Титули і досягнення
- Чемпіон Чехословаччини (5):

«Дукла» (Прага): 1961, 1962, 1963, 1964, 1966
- Віце-чемпіон світу: 1962